# Стацема
Стацема (на италиански: Stazzema) е община в Италия, в региона Тоскана, в северозападния крайбрежен район на провинцията Лука, наречен Версилия. Населението е около 3500 души (2007).
Селището Сант'Ана е известно заради клането в Сант'Ана ди Стацема; на 12 август 1944 г. нацистките войски събират и разстрелват 560 селяни.